# Acteocina candei
Acteocina candei är en snäckart som först beskrevs av d'Orbigny 1841.  Acteocina candei ingår i släktet Acteocina och familjen Cylichnidae. Inga underarter finns listade i Catalogue of Life.